# Municipio de Porter (Arkansas)
El municipio de Porter (en inglés: Porter Township) es un municipio ubicado en el condado de Crawford en el estado estadounidense de Arkansas. En el año 2010 tenía una población de 312 habitantes y una densidad poblacional de 6,36 personas por km².

## Geografía
El municipio de Porter se encuentra ubicado en las coordenadas 35°43′52″N 94°9′30″O / 35.73111, -94.15833. Según la Oficina del Censo de los Estados Unidos, el municipio tiene una superficie total de 49.04 km², de la cual 49,04 km² corresponden a tierra firme y (0 %) 0 km² es agua.

## Demografía
Según el censo de 2010, había 312 personas residiendo en el municipio de Porter. La densidad de población era de 6,36 hab./km². De los 312 habitantes, el municipio de Porter estaba compuesto por el 96,47 % blancos, el 0,64 % eran amerindios y el 2,88 % eran de una mezcla de razas. Del total de la población el 0,96 % eran hispanos o latinos de cualquier raza.